# Баранчинский завод
Баранчи́нский (Ни́жне-Баранчи́нский, Баранчи́нский Ни́жний) чугуноплави́льный и железоде́лательный заво́д — металлургический завод на Среднем Урале, основанный в середине XVIII века. Один из основных заводов Гороблагодатского горного округа.

## История

### Основание и первые годы
Завод был основан на реке Баранче в устье реки Актай, в 13 верстах южнее Кушвинского завода, на ясачных землях вогулов. В 1734 году подготовку к строительству завода начал А. Н. Демидов, но в 1737 году подготовительные мероприятия приостановлены. Решение о строительстве было подписано Берг-коллегией в 1743 году. В итоге строительство велось за счёт казны по проекту шихтмейстера Ф. Санникова. Первые заводские строения были заложены 28 мая 1747 года, запуск завода состоялся 21 сентября 1749 года. Баранчинский завод имел логистическое преимущество перед другими металлургическими заводами округа из-за относительной близости (60 вёрст) к Ослянской пристани на реке Чусовой, по которой осуществлялась доставка продукции.
10 мая 1754 года Сенат передал Гороблагодатские заводы, в том числе Баранчинский и Гороблагодатское месторождение, графу П. И. Шувалову с обязательством увеличить поставки металла за границу вдвое и выплатить казне стоимость заводов и продукции в течение 10 лет (в 1761 году этот срок был увеличен до 20 лет). По инициативе Шувалова Баранчинский завод был реконструирован в чугуноплавильный. 18 ноября 1757 года указом Екатеринбургской канцелярии главного правления Сибирских, Казанских и Оренбургских заводов была разрешена запрошенная реконструкция завода. Были построены две доменные печи, освоено производство чугунных боеприпасов и якорей. Также чугун Баранчинского завода для дальнейшего передела сплавлялся по Чусовой и Каме на строящиеся Камские заводы — Ижевский (ныне Концерн «Калашников» и Ижсталь) и Воткинский (ныне Воткинский завод).
15 ноября 1763 года из-за значительных долгов Гороблагодатские заводы указом Екатерины II были изъяты у наследников Шувалова и возвращены в казну.
В начале 1770-х годов на заводе функционировали 2 доменные печи, 5 молотов, 8 кричных горнов, якорная фабрика с одним молотом и двумя горнами, кузница и пильная мельница. Плотина имела длину 352 м, ширину 17,1 м. В 1777 году на заводе было занято 114 мастеровых и рабочих, а также 2443 приписных крестьян для выполнения вспомогательных работ. С 1785 года на заводе производились артиллерийские снаряды в количестве от 1—1,5 до 10 тыс. пудов в год. В 1790-е годы началось литьё архитектурно-чугунных изделий. Заводское клеймо представляло собой совмещённые буквы «К.Б.З.» — «Казённый Баранчинский завод». На снарядах артиллерийских снарядах клеймо также содержало инициалы приёмщика.
Основная часть железной руды с содержанием железа 45 % поставлялась с рудников горы Благодать и Малая Благодать. В 1805 году началась поставка руды с вновь открытого в 40 верстах от завода Балакинского рудника бурых железняков с содержанием железа 40—45 %, что улучшило качество литейного чугуна.

### XIX век
В начале XIX века плотина заводского пруда была реконструирована: длина достигла 480 м, ширина в нижней части — 42,7 м, в верхней 17,1 м, высота — 8,6 м. Высота доменных печей была увеличена с 11,4 м до 13,5 м и 12,8 м, малопроизводительные клинчатые доменные меха были заменены на цилиндрические чугунные, что позволило увеличить суточную производительность печей с 250—300 пудов чугуна до 330—444 пудов. Заводскую плотину неоднократно прорывало, и из-за нехватки воды в пруду, особенно в засушливые летние сезоны, завод простаивал по 5—6 месяцев в году. Также из-за недостатка воды постоянно работала только одна доменная печь, а вторая домна и вагранка могли действовать только полгода.
В 1797—1806 годы средний объём производства составлял 178 тыс. пудов чугуна в год, в 1831—1838 годы — 200 тыс. пудов в год, а в 1850-х годах после реконструкции доменных печей и воздуходувок выплавка достигла 386 тыс. пудов в год (от 249 до 484 тыс.).
В 1860 году на заводе работало 1084 мастеровых. Среди работников завода и жителей заводского посёлка существовало много сектантов и старообрядцев. В 1850-х годах артиллерийский приёмщик завода капитан Н. С. Ильин основал подпольную религиозную секту, получившую позже название секты иеговистов-ильинцев. В 1859 году Ильин был арестован и сослан в Соловецкий монастырь, но созданная им секта, несмотря на преследования администрации и духовенства, расширилась и распространила своё влияние на соседние заводы. В 1899 году в ходе экспедиции по Уралу Д. И. Менделеев отмечал также влияние секты субботников на взаимоотношения рабочих заводского посёлка.
Отмена крепостного права в 1861 году привела к уходу с завода значительной части рабочих и увеличению себестоимости продукции. Из 1140 рабочих, числившихся на заводе до реформы, в 1861 году осталось 754 человека, в 1863 году 365 человека. Эти обстоятельства, а также снижение заказов на снаряды из-за окончания Крымской войны, привели к существенному снижению объёмов производства. Годовая выплавка чугуна на составила: в 1861 году — 410,7 тыс. пудов, 1862—214,5, 1863—217,4, 186—175, 1868—180,1, 1869—270,3, в 1870—157,8.
В 1865 году была запущена новая доменная печь эллиптической формы системы Рашета и установлена водяная турбина Жонваля мощностью в 80 л. с., обеспечивавшая подачу дутья для доменных печей. В 1880-90-е годы доменные печи были переведены на горячее дутьё, кричные горны заменены пудлинговыми печами, а затем мартеновскими. Среднесуточное производство чугуна возросло с 554 пудов в 1885 году до 852 пудов в 1890 году и 971,6 пудов в 1900 году.

### XX век
Экономический кризис начала XX века почти не сказался на работе Баранчинского завода, работавшего по государственным заказам. Но из-за отсутствия сторонних заказов на 1 января 1904 года на складах завода накопилось 698 тыс. пудов товарного чугуна, что превышало его годовую выплавку. В результате одна доменная печь была остановлена на период с 1904 по 1909 год. В 1910-е годы производство чугуна увеличилось. В 1911 году было выплавлено 536 тыс. пудов, в 1913—711 тыс., в 1915—919 тыс.
В годы Первой мировой войны завод перешёл на обеспечение военных нужд. Было освоено производство снарядов из мартеновской стали Кушвинского завода и отделка снарядов, произведённых на Верхнетурьинском заводе. Производство снарядов составило 6238 штук в 1914 году, 25 873 в 1915 и 31 044 в 1916 году. Для размещения дополнительных производственных мощностей в 1916—1917 годах было начато строительство новых корпусов, в которых позже был размещён эвакуированный в августе 1917 года из Таллина электромеханический завод «Вольта».
В 1917 году пожар полностью уничтожил механический цех, домны были остановлены. После окончания Гражданской войны постановлением ВСНХ от 26 апреля 1920 года на базе Баранчинского завода был создан электромеханический завод. В 1921 году металлургическое производство было полностью прекращено, два завода были объединены в единый Баранчинский электромеханический завод «Вольта», выпустивший в декабре 1921 года первый электродвигатель. В 1940 году завод был переименован в электромеханический завод им. М. И. Калинина, а в 1993 году был преобразован в ОАО «Баранчинский электромеханический завод „Вольта“».